# Futbol Club Barcelona rugbi
Il Futbol Club Barcelona rugbi (sp. Fútbol Club Barcelona rugby) è la sezione di rugby a 15 del FC Barcelona, polisportiva spagnola; istituito nel 1924, è vincitore di 2 campionati spagnoli e di 16 Coppe di Spagna, nonché di svariati titoli della Catalogna.
I suoi colori sociali sono il blu e il granata, come il resto delle altre squadre della polisportiva, e disputa i suoi incontri interni allo stadio Teixonera, in zona Vall d'Hebrón; il presidente del club è Josep Maria Bartomeu, ma l'attività rugbistica è delegata al direttore della sezione, Ramon Cierco.
Nella stagione sportiva 2017-18 milita nella División de Honor, massima divisione del rugby spagnolo.

## Storia
La sezione rugby del FC Barcelona nacque nel 1924; il 21 settembre di quell'anno, infatti, la squadra di nuova costituzione disputò un incontro amichevole; già nel 1926 la squadra si aggiudicò la sua prima Coppa di Spagna e il campionato catalano; contemporaneamente a tali affermazioni si ebbero pure le prime esperienze internazionali, contro due squadre francesi, una formazione di Perpignano e il Tolosa fresco campione nazionale.
Nei venticinque anni che seguirono il Barcellona assunse un ruolo di assoluto rilievo nazionale: si impose infatti in altri 14 campionati della Catalogna e in nove Coppe di Spagna e, quando nel 1952 fu istituita la División de Honor, il campionato nazionale, gli Azulgrana ne conquistarono le prime due edizioni.
A partire dal 1966 la squadra incontrò problemi a causa della mancanza di un campo di gioco fisso: la costruzione di nuovi impianti, infatti, obbligò gli uomini della sezione rugby a emigrare attraverso varie sedi, finché qualche anno più tardi si trovò una sistemazione; negli anni ottanta la squadra vinse le sue ultime Coppe di Spagna, e affrontò in diverse occasioni la retrocessione; pur continuando a raccogliere di tanto in tanto successi nel rugby catalano, la squadra ha militato per l'ultima volta in prima divisione nel 2008 e da allora milita in División de Honor B, la seconda serie nazionale.

## Palmarès
- Campionati spagnoli: 2
1952-53, 1953-54
- Coppe del Re : 16
1925-26, 1929-30, 1931-32, 1941-42, 1943-44, 1944-45, 1945-46, 1949-50, 1950-51, 1951-52
1952-53, 1954-55, 1955-56, 1964-65, 1982-83, 1984-85
- Coppe Iberiche : 1
1970
- Campionato di Catalogna: 19
1925-26, 1926-27, 1927-28, 1928-29, 1929-30, 1931-32, 1935-36, 1941-42, 1945-46, 1946-47
1947-48, 1948-49, 1949-50, 1950-51, 1951-52, 1952-53, 1954-55, 1967-68, 1988-89
- Coppe di Catalogna: 3
1981-82, 2002-03, 2007-08